# 觀子音樂坑
觀子音樂坑（1992年－1998年），是一個在1992年成立於淡水北新莊林生祥租屋處的樂團。團名中的「觀子」，意為觀音山下的孩子。最初的成員為貝斯手陳冠宇、吉他手鍾成虎、鼓手福田毅、主唱兼吉他手林生祥，但因福田喜歡重金屬樂，與觀子風格不合加上其於臺灣學業結束返日，因此鼓手換為鍾成虎的哥哥鍾成達。

## 背景
觀子音樂坑所創作的歌曲，主要以福佬話、華語與客語演唱。
1994-1996年，觀子音樂坑每年5月會舉辦「點生映像」音樂創作發表會。
1997年，舉辦「過庄尋聊」客家庄巡迴演唱會，亦將巡迴實況錄音發表專輯《過庄尋聊》。
1998年，該團出版《遊蕩美麗島》。
1999年，該團大部分成員改組成立「交工樂隊」。
觀子音樂坑的創作主題包括：人與土地的對話、對社會環境的關照與批判、人性的探索等。

## 獲獎
- 第十屆大專創作歌謠總冠軍最佳作詞獎
- 全國青春之星音樂大賽優勝

## 專輯
- 《過尋聊》
- 《遊蕩美麗島》

## 外部連結
- 觀子音樂坑消息網